# دانشگاه فنی ایالتی د کویویدو
دانشگاه فنی ایالتی د کویویدو (به اسپانیایی: Universidad Técnica Estatal de Quevedo) یک منطقهٔ مسکونی در اکوادور است که در کیوودو (لوس ریوس) واقع شده‌است.